# Delma mitella
Espèce
Delma mitella est une espèce de geckos de la famille des Pygopodidae.

## Répartition
Cette espèce est endémique du Queensland en Australie.

## Publication originale
- Shea, 1987 "1986" : Two new species of Delma (Lacertilia: Pygopodidae) from northeastern Queensland and a note on the status of the genus Aclys. Proceedings of the Linnean Society of New South Wales, vol. 109, p. 203-212 (texte intégral).